# Serie A 1978-1979 (rugby a 15)
La serie A 1978-79 fu il 49º campionato nazionale italiano di rugby a 15 di prima divisione.
Si tenne dal 24 settembre 1978 al 20 maggio 1979 tra 14 squadre ancora a girone unico: dalla stagione successiva fu ripristinata la formula a 12 squadre, che durò altre due stagioni prima dell'introduzione della formula con girone finale e, più avanti, dei playoff.
Fu anche il torneo che vide l'esordio del marchio Benetton sulle maglie del Treviso.
In ragione del restringimento del torneo seguente, furono previste tre retrocessioni e una sola salita dalla serie B.
Il titolo fu vinto dal Rovigo, che si aggiudicò nell'occasione il suo nono scudetto con tre turni d'anticipo, e a retrocedere furono S.S. Lazio, CUS Milano e il Reggio Calabria, prima formazione di serie A ad avere incassato più di 1 000 punti nel corso di un campionato (precisamente 1 073).

## Squadre partecipanti e sponsor
- Amatori Catania
- L’Aquila
- Benetton
- Brescia (Cidneo)
- Casale (Tegolaia)
- CUS Milano (Palatina)
- Frascati (Pouchain)

- S.S. Lazio (Savoia)
- Parma
- Petrarca
- Reggio Calabria
- Rugby Roma (Algida)
- Rovigo (Sanson)
- Torino (Ambrosetti)

## Risultati
|       | 1ª/14ª giornata             |       |
| ----- | --------------------------- | ----- |
| 6-22  | Lazio - Brescia             | 0-12  |
| 25-20 | Benetton Treviso - L'Aquila | 14-16 |
| 4-6   | CUS Milano - Casale         | 7-17  |
| 12-27 | Parma - Torino              | 4-3   |
| 15-0  | Petrarca - Rugby Roma       | 6-16  |
| 6-12  | Reggio Calabria - Frascati  | 3-31  |
| 19-10 | Rovigo - Amatori Catania    | 16-9  |
|       |                             |       |

|       | 4ª/17ª giornata               |       |
| ----- | ----------------------------- | ----- |
| 46-19 | Rugby Roma - Parma            | 3-3   |
| 7-4   | Amatori Catania - Torino      | 7-13  |
| 9-9   | Brescia - Casale              | 15-20 |
| 10-24 | Frascati - Petrarca           | 7-6   |
| 16-27 | L'Aquila - Rovigo             | 9-9   |
| 18-6  | Benetton Treviso - CUS Milano | 64-3  |
| 6-4   | Reggio Calabria - Lazio       | 0-22  |
|       |                               |       |

|       | 7ª/20ª giornata              |       |
| ----- | ---------------------------- | ----- |
| 7-7   | Rugby Roma - L'Aquila        | 10-13 |
| 23-17 | Torino - Reggio Calabria     | 0-6   |
| 23-0  | Brescia - Frascati           | 16-9  |
| 9-22  | Casale - Benetton Treviso    | 10-12 |
| 17-12 | CUS Milano - Amatori Catania | 0-6   |
| 19-24 | Parma - Petrarca             | 15-36 |
| 28-6  | Rovigo - Lazio               | 28-15 |
|       |                              |       |

|      | 10ª/23ª giornata                   |       |
| ---- | ---------------------------------- | ----- |
| 16-7 | Rugby Roma - Lazio                 | 7-3   |
| 9-15 | Torino - Brescia                   | 6-21  |
| 16-4 | Frascati - Amatori Catania         | 7-23  |
| 9-4  | Parma - CUS Milano                 | 12-9  |
| 4-38 | Reggio Calabria - Benetton Treviso | 0-114 |
| 11-4 | Petrarca - L'Aquila                | 3-14  |
| 4-12 | Casale - Rovigo                    | 15-37 |
|      |                                    |       |

|       | 13ª/26ª giornata                   |       |
| ----- | ---------------------------------- | ----- |
| 13-6  | Rugby Roma - Casale                | 0-19  |
| 6-22  | Amatori Catania - Benetton Treviso | 13-10 |
| 21-12 | Torino - CUS Milano                | 25-10 |
| 30-7  | L'Aquila - Frascati                | 0-18  |
| 7-12  | Parma - Brescia                    | 6-19  |
| 22-7  | Petrarca - Lazio                   | 13-24 |
| 82-4  | Rovigo - Reggio Calabria           | 98-0  |

|      | 2ª/15ª giornata              |       |
| ---- | ---------------------------- | ----- |
| 16-6 | Rugby Roma - Reggio Calabria | 46-13 |
| 6-28 | Torino - Rovigo              | 9-50  |
| 15-0 | Brescia - Benetton Treviso   | 12-6  |
| 10-0 | Casale - Parma               | 4-7   |
| 19-0 | Frascati - CUS Milano        | 12-18 |
| 10-7 | L'Aquila - Lazio             | 16-0  |
| 3-7  | Amatori Catania - Petrarca   | 10-14 |
|      |                              |       |

|       | 5ª/18ª giornata          |       |
| ----- | ------------------------ | ----- |
| 4-13  | Torino - Rugby Roma      | 21-23 |
| 9-16  | Brescia - Petrarca       | 15-6  |
| 10-3  | Casale - Amatori Catania | 7-19  |
| 22-18 | Lazio - Benetton Treviso | 3-49  |
| 14-22 | CUS Milano - L'Aquila    | 0-58  |
| 30-7  | Parma - Reggio Calabria  | 42-4  |
| 24-0  | Rovigo - Frascati        | 12-6  |
|       |                          |       |

|       | 8ª/21ª giornata           |       |
| ----- | ------------------------- | ----- |
| 6-12  | Rugby Roma - Rovigo       | 6-18  |
| 6-13  | Amatori Catania - Brescia | 11-11 |
| 7-7   | Frascati - Lazio          | 12-6  |
| 19-18 | L'Aquila - Torino         | 17-12 |
| 32-0  | Benetton Treviso - Parma  | 15-18 |
| 36-11 | Petrarca - CUS Milano     | 52-10 |
| 6-16  | Reggio Calabria - Casale  | 0-78  |
|       |                           |       |

|       | 11ª/24ª giornata             |       |
| ----- | ---------------------------- | ----- |
| 23-19 | Amatori Catania - Rugby Roma | 15-21 |
| 11-10 | Torino - Petrarca            | 9-30  |
| 20-10 | Brescia - CUS Milano         | 27-0  |
| 10-10 | Lazio - Casale               | 20-10 |
| 6-3   | Parma - Frascati             | 9-11  |
| 10-16 | Rovigo - Benetton Treviso    | 30-33 |
| 28-6  | L'Aquila - Reggio Calabria   | 56-3  |

|       | 3ª/16ª giornata             |       |
| ----- | --------------------------- | ----- |
| 18-7  | Torino - Casale             | 4-3   |
| 12-10 | Lazio - Amatori Catania     | 7-16  |
| 23-6  | Benetton Treviso - Frascati | 17-3  |
| 10-0  | CUS Milano - Rugby Roma     | 23-33 |
| 7-15  | Parma - L'Aquila            | 9-13  |
| 81-0  | Petrarca - Reggio Calabria  | 45-6  |
| 20-7  | Rovigo - Brescia            | 11-4  |
|       |                             |       |

|       | 6ª/19ª giornata               |      |
| ----- | ----------------------------- | ---- |
| 4-4   | Amatori Catania - Parma       | 8-16 |
| 23-17 | Frascati - Torino             | 7-18 |
| 7-6   | Lazio - CUS Milano            | 6-31 |
| 27-3  | L'Aquila - Casale             | 9-12 |
| 18-17 | Benetton Treviso - Rugby Roma | 6-10 |
| 7-9   | Petrarca - Rovigo             | 4-12 |
| 0-21  | Reggio Calabria - Brescia     | 0-6  |
|       |                               |      |

|       | 9ª/22ª giornata              |       |
| ----- | ---------------------------- | ----- |
| 28-10 | Brescia - Rugby Roma         | 29-15 |
| 9-7   | Casale - Frascati            | 9-9   |
| 15-6  | Lazio - Torino               | 12-26 |
| 13-6  | L'Aquila - Amatori Catania   | 0-23  |
| 7-9   | Benetton Treviso - Petrarca  | 10-32 |
| 48-0  | CUS Milano - Reggio Calabria | 30-15 |
| 42-6  | Rovigo - Parma               | 18-11 |
|       |                              |       |

|      | 12ª/25ª giornata                  |       |
| ---- | --------------------------------- | ----- |
| 31-0 | Brescia - L'Aquila                | 10-12 |
| 6-30 | Casale - Petrarca                 | 10-16 |
| 4-12 | Frascati - Rugby Roma             | 9-6   |
| 7-6  | Lazio - Parma                     | 8-13  |
| 13-7 | Benetton Treviso - Torino         | 16-16 |
| 8-44 | CUS Milano - Rovigo               | 20-54 |
| 3-7  | Reggio Calabria - Amatori Catania | 4-86  |

## Classifica
|               |     | Squadra         | G  | V  | N | P  | PF  | PS   | Pt |
| ------------- | --- | --------------- | -- | -- | - | -- | --- | ---- | -- |
|               | 1.  | Rovigo          | 26 | 23 | 1 | 2  | 750 | 237  | 47 |
|               | 2.  | Brescia         | 26 | 19 | 2 | 5  | 419 | 185  | 40 |
|               | 3.  | Petrarca        | 26 | 18 | 0 | 8  | 555 | 254  | 36 |
|               | 4.  | L’Aquila        | 26 | 17 | 2 | 7  | 446 | 294  | 36 |
|               | 5.  | Benetton        | 26 | 16 | 1 | 9  | 618 | 297  | 33 |
|               | 6.  | Rugby Roma      | 26 | 13 | 2 | 11 | 371 | 336  | 28 |
|               | 7.  | Casale          | 26 | 10 | 3 | 13 | 319 | 316  | 23 |
|               | 8.  | Amatori Catania | 26 | 10 | 2 | 14 | 346 | 287  | 22 |
|               | 9.  | Frascati        | 26 | 10 | 2 | 14 | 257 | 328  | 22 |
|               | 10. | Parma           | 26 | 10 | 2 | 14 | 293 | 382  | 22 |
|               | 11. | Torino          | 26 | 10 | 1 | 15 | 326 | 486  | 20 |
| Retrocessione | 12. | S.S. Lazio      | 26 | 8  | 2 | 16 | 343 | 400  | 18 |
| Retrocessione | 13. | CUS Milano      | 26 | 6  | 0 | 20 | 311 | 581  | 11 |
| Retrocessione | 14. | Reggio Calabria | 26 | 2  | 0 | 24 | 102 | 1073 | 3  |

## Verdetti
- Rovigo: campione d'Italia
- S.S. Lazio, CUS Milano e Reggio Calabria: retrocesse in serie B